# Мазиловская улица
Мази́ловская улица — улица в Москве, ЗАО, районе Фили-Давыдково. Она идёт от Кастанаевской до Малой Филёвской улицы.

## Происхождение названия
Безымянному проезду 11 сентября 2014 года было присвоено имя Мазиловская улица в честь бывшей деревни Мазилово и Мазиловского пруда. Решение о наименовании улицы было принято после того, как большинство жителей района Фили-Давыдково проголосовало за наименование улицы.

## Транспортное обслуживание
Движение по Мазиловской улице с 20 августа 2018 года стало двухсторонним, хотя раннее, во времена СССР в 1970-х годах она также была двухсторонней, позже там было введено одностороннее движение (только от Кастанаевской в сторону Малой Филёвской улицы). В связи с вводом двухстороннего движения, на пересечении Кастанаевской и Мазиловской улиц был изменён режим работы светофоров. Сама Мазиловская улица обслуживается общественным городским транспортом — через него проходит автобусный маршрут №73. На Мазиловской улице находится путепровод над Филёвской линией метро, с западной и восточной стороны которого находится вестибюль станции метро «Пионерская».